# Septizonium
Septizonium, även kallat Septizodium, var ett byggnadsverk beläget nedanför Palatinens sydöstra utsprång i Rom.
Septizonium, som uppfördes år 203 e.Kr. av kejsar Septimius Severus, bestod av en skärmfasad i tre våningar med nischer och kolonner. Byggnaden vette mot Via Appia, som tog sin början ett stycke därifrån. En modern stenläggning markerar Septizoniums läge och plan.
Namnets ursprung är höljt i dunkel. Enligt en teori uppfördes Septizonium åt de sju (latin septem) gudarna Saturnus, Solen, Månen, Mars, Mercurius, Jupiter och Venus. Enligt en annan uppfattning kommer namnet av att byggnaden ursprungligen bestod av sju sektioner.
Påve Sixtus V lät 1588–1589 riva det som återstod av Septizonium, under ledning av arkitekten Domenico Fontana. Materialet tillvaratogs och användes till postament åt obelisken på Piazza del Popolo, restaureringen av Marcus Aurelius-kolonnen samt påvens gravmonument i basilikan i Cappella Sistina i Santa Maria Maggiore.